# Cédric Pioline
Cédric Pioline (* 15. června 1969, Neuilly-sur-Seine) je bývalý francouzský tenista. Jeho nejvyšším umístěním na žebříčku ATP bylo páté místo v roce 2000.
Oba jeho rodiče hráli závodně volejbal, otec za Racing Paříž, matka za rumunskou reprezentaci. Jeho bratranec Lionel Pioline byl mistrem světa ve skocích na trampolíně.
Deset let byl nejlépe postaveným Francouzem na žebříčku ATP, hrál dvě grandslamová finále: US Open 1993 a Wimbledon 1997, v obou ho porazil Pete Sampras. V roce 2000 vyhrál turnaj Monte-Carlo Masters. V Davis Cupu měl bilanci 22 výher a 14 porážek, dovedl Francii k celkovému vítězství v letech 1996 a 2001 a finálové účasti v roce 1999. S Mary Pierceovou hrál finále Hopmanova poháru 1998.

## Finálová utkání na turnajích Grand Slamu

### Mužská dvouhra: 2 (0–2)
| Stav      | Rok  | Turnaj    | Soupeř ve finále | Výsledek     |               |
| --------- | ---- | --------- | ---------------- | ------------ | ------------- |
| Finalista | 1993 | US Open   | tvrdý            | Pete Sampras | 4–6, 4–6, 3–6 |
| Finalista | 1997 | Wimbledon | tráva            | Pete Sampras | 4–6, 2–6, 4–6 |

## Tituly ATP

### Dvouhra
- Copenhagen Open 1996
- Praha 1997
- Nottingham Open 1999
- Rotterdam Open 2000
- Monte-Carlo Masters 2000

### Čtyřhra
- Gstaad 1993 (s Markem Rossetem)

Po ukončení kariéry hraje veteránské turnaje, spolu s Fabricem Santorem vyhrál čtyřhru legend na French Open 2013. Vydal vzpomínkovou knihu Le Tennis m'a sauvé, zúčastnil se televizní soutěže Danse avec les stars.